# Луганский район
Луганский район (укр. Луганський район) — административная единица в Луганской области Украины, образованная в 2020 году. Административный центр — город Луганск.
Территория района оккупирована Россией в 2014 году.

## География
Район находится в центрально-южной части области.

## История
Район был образован Постановлением Верховной рады от 17 июля 2020 года в результате административно-территориальной реформы, в его состав были включены территории:
- Лутугинского района,
- Краснодонского (Сорокинского) района (кроме его восточной части, включённой в Должанский район),
- а также города областного значения Луганск.

## Население
Численность населения района в укрупнённых границах — около 535,2 тыс. человек.

## Административное устройство
Район в укрупнённых границах с 17 июля 2020 года номинально делится на 3 городские территориальные общины (громады):
- Луганская городская община (город Луганск),
- Лутугинская городская община (город Лутугино),
- Молодогвардейская городская община (город Молодогвардейск).

Выборы в общины и в район в целом Украиной из-за их неподконтрольности украинским властям не проводятся Постановлением Верховной рады до «восстановления конституционного строя» и «восстановления полного контроля Украины по государственной границе».